# Shannon Brown
Pour les articles homonymes, voir Brown.
Shannon Brown est un joueur américain de basket-ball né le 29 novembre 1985 à Maywood (Illinois). Il évolue au poste d'arrière et mesure 1,93 m.

## Biographie

### Carrière sportive
Il est choisi au premier tour, en 25e position, lors de la draft 2006 par les Cavaliers de Cleveland.
Le 7 février 2009, les Lakers et les Bobcats concluent un échange qui l'envoie aux Lakers en compagnie d'Adam Morrison contre Vladimir Radmanović.
Après plusieurs saisons moyennes avec les Cavaliers de Cleveland et les Bobcats de Charlotte, ses statistiques progressent considérablement lors de la saison 2009-2010 : il passe de 4,2 points de moyenne à 8,1. Cette même année, il obtient son deuxième titre de champion NBA consécutif, après celui obtenu lors de la fin de saison précédente avec les Lakers. Lors de la saison 2010-2011, ses statistiques sont de 8,7 points, 1,9 rebond et 1,2 passe. Il possède de plus une détente extraordinaire, ce qui lui permet de participer au concours de dunk du NBA All-Star Game 2010 de Dallas.
Évoluant dans l'ombre de Kobe Bryant, Brown décide de ne pas prolonger avec les Lakers. Après le lock-out de la NBA, il signe en tant que agent libre (ou free agent) avec la franchise des Suns de Phoenix. Avant la trêve liée au NBA All-Star Game, il présente des statistiques légèrement supérieures à celle de la saison précédente : 9,2 points, 2,0 rebonds mais 0,8 passe.
Le 1er février 2014, il signe un contrat de 10 jours avec les Spurs de San Antonio. Il est titularisé dès son premier match où il marque deux points, prend deux rebonds et fait une passe décisive en 14 minutes. Le 11 février, il signe un second contrat de 10 jours avec les Spurs.
Libéré par les Spurs, il intéresse le Heat de Miami et les Bulls de Chicago. Cependant, le 25 février, il signe un contrat de 10 jours avec les Knicks. Le 10 mars, il signe un second contrat de 10 jours. Le 20 mars, il est conservé jusqu'à la fin de la saison avec New York.
Le 23 juillet 2014, les Knicks se séparent de Brown.

### Vie personnelle
Shannon partage depuis 2010 sa vie avec la chanteuse de R&B Monica et apparaît dans un de ses clips. Ils sont désormais mariés[réf. souhaitée].

## Clubs successifs
- 2006-2008 :  Cavaliers de Cleveland
- 2008 :  Bulls de Chicago
- 2008-2009 :  Bobcats de Charlotte
- Fév.2009-2011 :  Lakers de Los Angeles
- Déc.2011-2013 :  Suns de Phoenix
- Fév.2014 :  Spurs de San Antonio
- Fév.-Juil.2014 :  Knicks de New York
- 2014-2015 :  Heat de Miami

## Palmarès
- Finales NBA en 2007 avec les cavaliers de Cleveland contre les spurs de San Antonio
- Champion NBA en 2009 et 2010 avec les Lakers de Los Angeles.
- Champion de la Conférence Ouest en 2009 et 2010 avec les Lakers de Los Angeles.
- Champion de la Division Pacifique en 2009, 2010 et 2011 avec les Lakers de Los Angeles.